# Wish You Were Mine
Wish You Were Mine è un singolo del DJ britannico Philip George, pubblicato nel 2014.
Il brano contiene due samples tratti da My Cherie Amour di Stevie Wonder e da Show Me Love di Robin S.

## Tracce
- Download digitale

1. Wish You Were Mine – 2:57

## Classifiche
| Classifica (2015) | Posizione raggiunta |
| ----------------- | ------------------- |
| Australia         | 20                  |
| Regno Unito       | 2                   |